# Yamamoto Baiitsu
Yamamoto Baiitsu (1783-1856), de son vrai nom Yamamoto Shinryo, noms de pinceau : Baiitsu, Shun-En, Tendô-Gaishi, Gyokuren, Baika, Yûchikusôkyo, né à Nagoya, est un peintre et dessinateur japonais d'oiseaux, paysages, fleurs.

## Biographie
Il est actif entre 1783 et 1856. Peintre de l'école de Nanga peintre de lettré, il passe ses années d'apprentissage avec le peintre Chikutō Nakabayashi (1776-1853) dont il devient grand ami et avec qui il est considéré aujourd'hui, par les adeptes de cette école, comme l'un des meilleurs représentants du Nanga (peinture de lettré). Il étudie les techniques chinoises de la peinture à l'encre Ming et Qing.
 Arrivé à Kyōto vers 1802, il devient l'un des peintres les plus connus du groupe d'érudits autour de l'historien  Sanyo Rai (1780-1832). Il devient plus tard le peintre du clan Tokugawa.
C'est le plus accompli des derniers artistes japonais et sans doute celui ayant atteint la meilleure maîtrise technique des styles dérivés de la Chine. Néanmoins, il ne jouit pas d'une grande réputation au Japon, car comme Tani Bunchô (1763-1840), il fait beaucoup d'œuvres superficielles. Pourvu d'une grande originalité et de raffinement, il manie l'encre et le pinceau avec une finesse rarement atteinte. Sa réputation comme peintre de fleurs et d'oiseaux a estompé son talent de paysagiste. Ses qualités résident surtout dans la sûreté de la composition, la souplesse des lignes, la variété de ses styles Sans os, c'est-à-dire sans contours à l'encre, son travail en lavis de couleurs parfois mêlés à l'encre, son sens de l'air, du soleil et de la profondeur, une fraîcheur alliée à une grande précision.

## Musées
Tōkyō (Umezawa Memorial Hall): Bosquets de bambous et cascades – Washington D.C. (Freer Gal. Of Art): Paire de paravents.